# Anguciana
Anguciana ist ein Ort und eine Gemeinde (municipio) mit 427 Einwohnern (Stand: 2024) in der nordspanischen Autonomen Region La Rioja. Die Gemeinde gehört zum Weinbaugebiet der Rioja Alta.

## Lage und Klima
Der Ort Anguciana liegt im Nordwesten der spanischen Autonomieregion La Rioja am Río Tirón in einer Höhe von ca. 475 m und gut 20 km (Fahrtstrecke) südlich von Miranda de Ebro. Das Klima ist gemäßigt bis warm; Regen (ca. 660 mm/Jahr) fällt überwiegend im Winterhalbjahr.

## Bevölkerungsentwicklung
| Jahr      | 1857 | 1900 | 1950 | 2000 | 2019 |
| Einwohner | 667  | 820  | 762  | 318  | 433  |

Die Reblauskrise im Weinbau, die zunehmende Mechanisierung der Landwirtschaft und die Aufgabe bäuerlicher Kleinbetriebe haben seit der Mitte des 20. Jahrhunderts zu einer erhöhten Arbeitslosigkeit und in der Folge zu einer Abwanderung vieler Familien in die größeren Städte geführt (Landflucht).

## Wirtschaft
In früheren Jahrhunderten lebten viele Einwohner der Stadt als Selbstversorger direkt oder indirekt (als Handwerker und Gewerbetreibende) von der in der Umgebung betriebenen Landwirtschaft. Der seit den Zeiten der Römer betriebene Weinbau gewann vor allem im 19. Jahrhundert an Bedeutung, als sich französische Winzer im Ort niederließen, um dort Wein nach französischem Vorbild zu produzieren.

## Geschichte

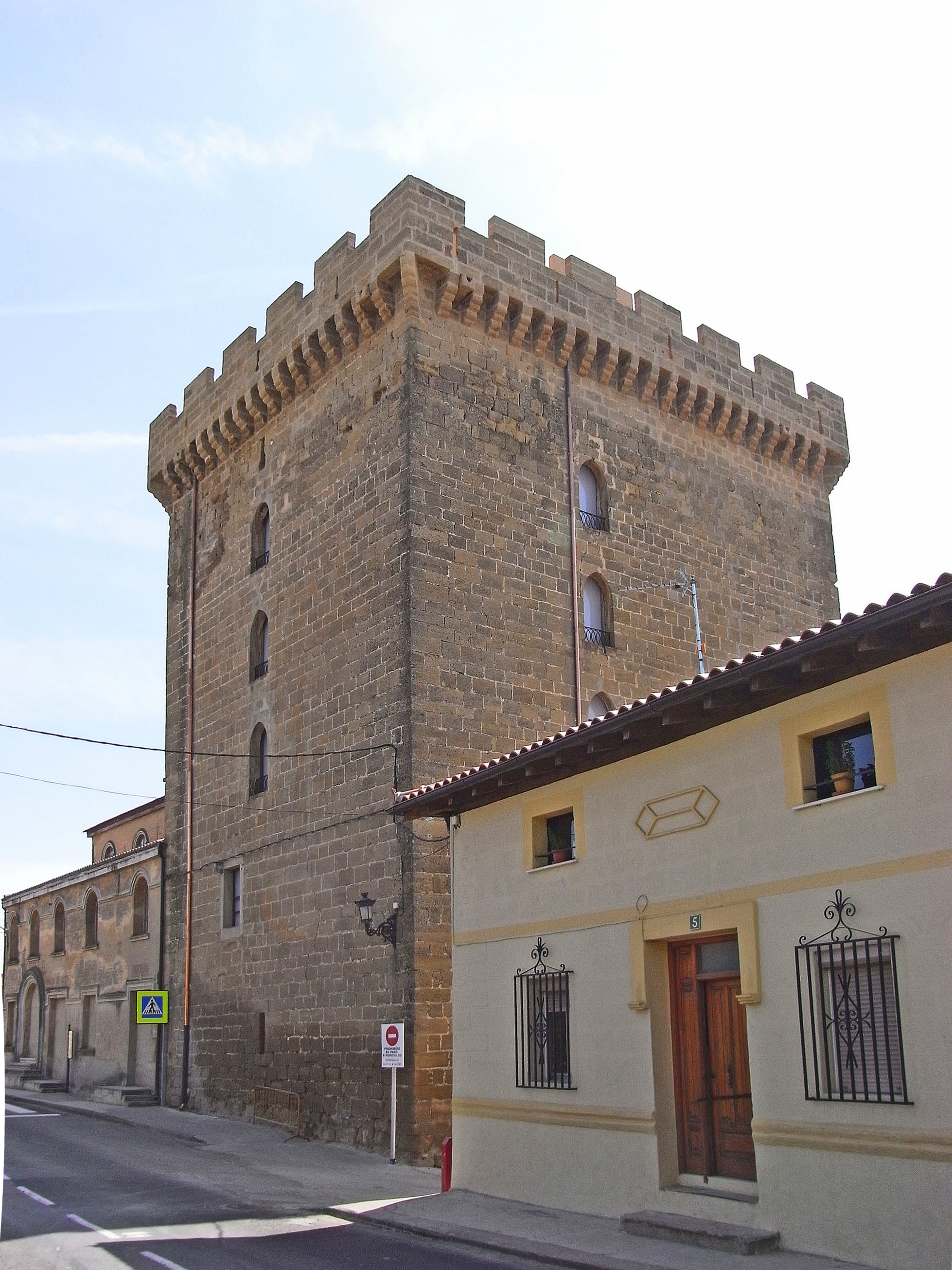
Anguciana – Torre de Salcedo

Jungsteinzeitliche und eisenzeitliche Funde wurden auf dem Gemeindegebiet nicht gemacht; römische, westgotische und maurische Spuren fehlen ebenfalls. Die erste urkundliche Erwähnung des Ortsnamens stammt aus einem Dokument des Jahres 1121, in welchem die örtliche Grundherrin und ihre Tochter die Grundherrschaft (señorío) über den Ort und umliegende Ländereien dem Kloster Santa María la Real de Nájera vermachte. Im Jahr 1394 übernahm die Familie Salcedo die Herrschaft über den Ort, die sie bis zur Abschaffung aller Grundherrschaften im 18. und frühen 19. Jahrhundert innehatte. Im Jahr 1834 kam der Ort von der Provinz Burgos zur neugeschaffenen Provinz Logroño.

## Sehenswürdigkeiten und Kultur
- Aus der Zeit um 1400 stammt der auf quadratischem Grundriss erbaute fünfgeschossige und mit einem zinnenbesetzten Wehrgang versehene Torre de Salcedo, der zeitweise auch als Wohnsitz der Grundherrenfamilie diente. Die heutigen Fenster wurden zumeist anstelle ehemaliger Schießscharten eingebaut.[5]
- Die einschiffige Iglesia de San Martín stammt aus dem 16. Jahrhundert; ihr heutiger Zustand geht jedoch auf zahlreiche Erweiterungen und Umbauten des 17. bis frühen 20. Jahrhunderts zurück.
- Die Brücke über den Río Tirón stammt aus dem 19. Jahrhundert.